# Дулько Ігор Миколайович
І́гор Микола́йович Дулько́ (нар. 26 січня 1996, Великі Мости, Сокальський район, Львівська область, Україна — пом. 17 березня 2018, Бахмут, Бахмутський район, Донецька область, Україна) — сержант Збройних сил України, учасник російсько-української війни.

## Життєпис
Дулько Ігор народився 26 січня 1996 року в м. Великі Мости на Львівщині. Протягом 2002—2014 років навчався у Великомостівській середній школі. Після її закінчення вступив на історичний факультет Львівського національного університету імені Івана Франка. Перервав навчання і пішов добровольцем у Збройні Сили України і 4 грудня 2015 року був прийнятий на військову службу за контрактом Державної прикордонної служби (м. Черкаси). Пройшов підготовку в навчальному центрі ДПСУ імені Момота в місті Оршанець. З 2016 р. проходив службу в Мукачівському прикордонному загоні. Був інспектором прикордонної служби 3 категорії — кулеметник 4 відділення інспекторів прикордонної служби прикордонної застави Краматорського прикордонного загону Донецько-Луганського регіонального управління Державної прикордонної служби України.
Загинув 17 березня 2018 р. під час виконання службових обов'язків в районі КПВВ «Майорське» (дорожній коридор «Горлівка-Бахмут»).

## Нагороди та вшанування
- указом Президента України № 110/2018 від 26 квітня 2018 року «за значний особистий внесок у справу охорони державного кордону, захист державного суверенітету та територіальної цілісності України, відродження військово-історичної спадщини та з нагоди Дня прикордонника» — нагороджений орденом «За мужність» III ступеня (посмертно)[4]
- «Стіна пам'яті полеглих за Україну» в Києві: секція 10, ряд 8, місце 18.[2]